# Klaus Hasselmann
Klaus Hasselmann (ur. 25 października 1931 w Hamburgu) – niemiecki fizyk, oceanograf i klimatolog, laureat Nagrody Nobla w 2021.

## Życiorys
Jego ojcem był Erwin Hasselmann, niemiecki dziennikarz i ekonomista oraz działacz Socjaldemokratycznej Partii Niemiec. Wraz z rodziną wyjechał z Niemiec do Wielkiej Brytanii w 1934 roku; do kraju wrócił w 1949 roku. Studiował na Uniwersytecie Hamburskim. W 1957 roku uzyskał stopień naukowy doktora, a w 1963 roku habilitację z fizyki. W latach 1975–1999 Hasselmann był dyrektorem Instytutu Meteorologii Maxa Plancka. 
Pracuje nad modelowaniem zmian klimatycznych Ziemi. Tworzy modele klimatyczne i zajmuje się wpływem człowieka na globalne ocieplenie i konkretne zjawiska pogodowe. W 2001 roku brał udział w zakładaniu Europejskiego Forum Klimatycznego. 
W 2021 roku wraz z Syukuro Manabe i Giorgio Parisim otrzymał Nagrodę Nobla z dziedziny fizyki, „za fizyczne modelowanie klimatu Ziemi, ilościowe określanie zmienności i wiarygodne przewidywanie globalnego ocieplenia”. 